# 夏洛莱牛

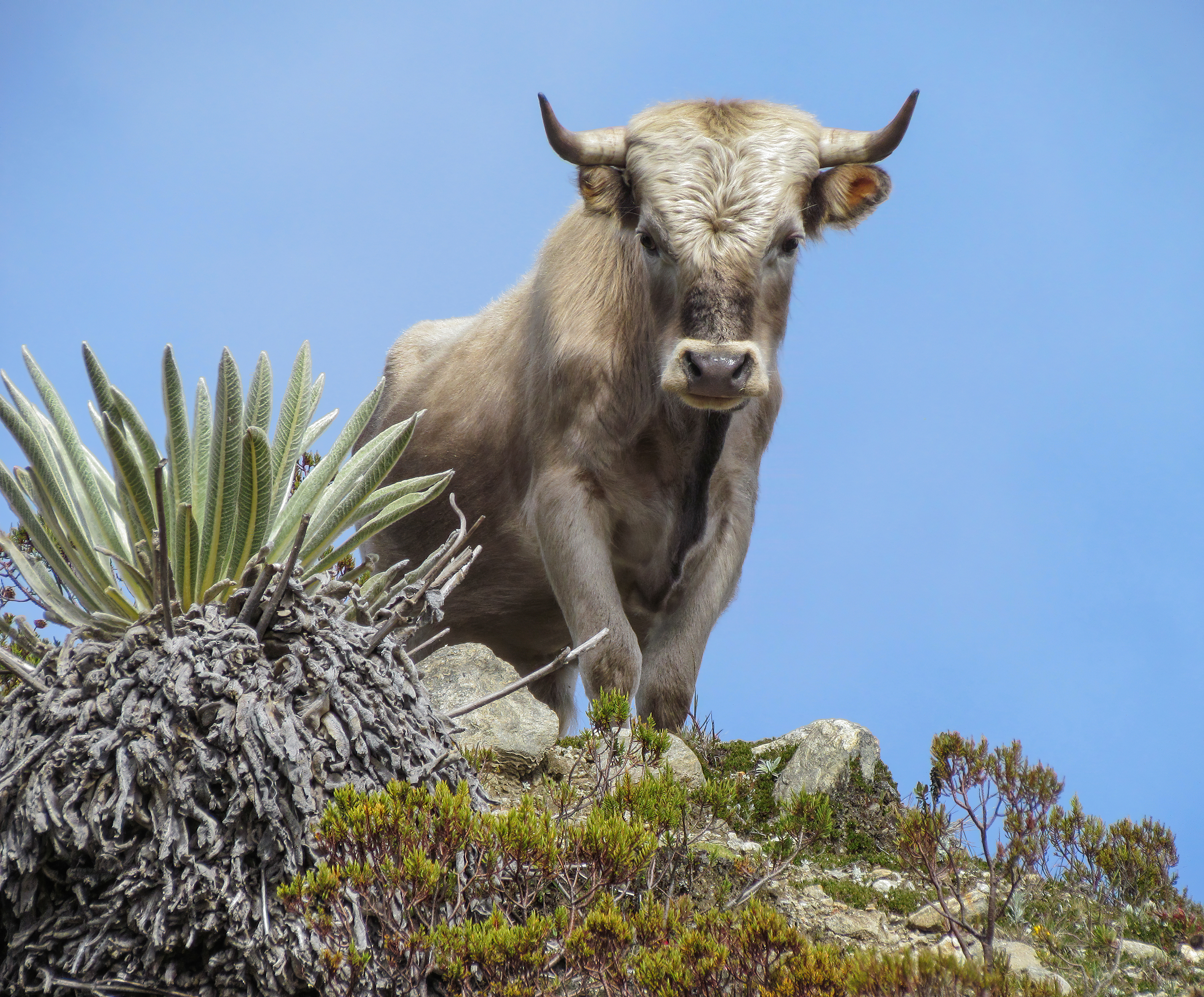
夏洛莱牛

夏洛莱牛（法語：Charolaise）是一种发源于法国沙罗勒地区的家牛品种。这是一种著名的肉用牛类，其全身呈白色，世界上许多国家都进行了引进。
这种牛肉质出众，其与安格斯牛和海福特牛的杂交品种更是高品质。该品种肌肉发达，公牛重达1100千克（2,400磅）和母牛重量可达900公斤（2000磅）。
1940年代，该品种引入美国南部。1960年代引入美国北部。它在美国很受欢迎，该品种红肉更多，脂肪较少。